# Termodifuzija
Termodifuzija (termična difuzija) ali termoforeza ali Ludwig-Soretov pojav (ali samo Soretov pojav) je pojav pri katerem na majhne delce, ki se nahajajo razpršeni v poljubnem sredstvu, deluje  sila, ki ima nasprotno smer kot temperaturni gradient. Zaradi tega se delci premikajo od višje temperature proti nižji (pozitivna termoforeza). Kadar pa se premikajo v obratni smeri, imenujemo to negativna termoforeza. Navadno se pri večjih in težjih delcih opazi pozitivna, pri manjših in lažjih delcih pa negativna termoforeza. Na površini Zemlje je težko meriti ta pojav, ker vpliv gravitacije moti meritve. Okolje breztežnosti je bolj primerno za opazovanje tega pojava. Kot rezultat pojava nastane gradient koncentracije.

Pojav je dobil ime po Carlu Friedrichu Wilhelmu Ludwigu, ki ga je odkril leta 1850, raziskal pa ga je Charles Soret leta 1879. 

## Opazovanja
Soretov pojav se najlažje opazi pri odlaganju prašnih delcev na površine, ki imajo nižjo temperaturo (glej sliko). To se dogaja v kotih stanovanjskih prostorov, kjer se nabira prah in stene postanejo bolj črne kot ostale površine. Nasprotno pa toplejše stene odbijajo prašne delcu, ki so v zraku. Prav tako lahko pozimi opazimo na notranjih površinah avtomobilskih stekel odloženi črni prah. Tam se nabira, ker je notranjost toplejša in se prašni delci gibljejo proti hladnejši površini stekel. Nabiranje črnega prahu na hladnejših površinah se opazi še v nekaterih drugih primerih.

## Izračunavanje[1]
Hitrost, ki jo desežejo delci, se imenuje termoforezična hitrost. Sila, ki na delce deluje, pa je termoforezična sila.
Termoforezično silo {\displaystyle F_{th}} lahko za majhne delce v plinu izračunamo na naslednji način :
{\displaystyle F_{th}={\frac {-p.\lambda .d_{p}^{2}.\nabla T}{T}}\!\,,}
kjer pomeni:
- p – tlak plina
- λ – povprečno prosto pot molekul v plinu
- dp – premer delca
- {\displaystyle \nabla T} – temperaturni gradient
- T – absolutna temperatura

Kot rezultat termoforezične sile dobi delec hitrost {\displaystyle v_{th}}  v smeri nasprotni od smeri gradienta (glej sliko). To hitrost se izračuna po naslednjem obrazcu:
{\displaystyle v_{th}={\frac {-0,55.\eta .\nabla T}{\rho _{g}.T}}\!\,,}
kjer pomeni:
- η  – viskoznost plina
- ρg – gostota plina
- druge oznake so iste kot zgoraj

Kot majhen delec obravnavamo tiste, ki imajo premer manjši od srednje proste poti molekul plina (to je povprečna razdalja, ki jo molekula preleti, preden zadene drugo molekulo, za zrak je to 0,066 μm).
Izračun obeh vrednosti je za večje delce drugačen.

## Pomen termoforeze
Pojav je pomemben v planetarni diferenciaciji (difuzija Fe, Ti in P proti hladnejšim predelom ), uporablja se pri izdelavi optičnih vlaken in pri bogatenju urana. Veliko se termoforeza uporablja tudi pri izdelavi elementov za elektroniko in v nanotehnologiji. Termoforeza omogoča upravljanje z majhnimi delci in molekulami (npr. zbiranje DNA v raztopinah).
Obraten pojav je Dufourjev pojav pri katerem nastane toplotni tok zaradi gradienta koncentracije snovi (kemičnega potenciala).